# Вішера (притока Ками)
Ві́шера (комі Висер) — річка в Пермському краї Росії, ліва притока річки Ками, впадає до Вішерської затоки Камського водосховища.

## Загальні дані
Довжина річки — 415 км, басейн — 31 200 км².
Живлення Вішери має мішаний характер, з переважанням снігового.
Вішера замерзає наприкінці жовтня — на початку листопада, скресає — наприкінці квітня.
Головні притоки Вішери: Язьва (ліва) і Колва (права)

## Географія і використання
Вішера бере початок на західних схилах Північного Уралу. Протікає переважно уральськими передгір'ями, маючи здебільшого характер стрімкого гірського потоку, що протікає вузькою долиною. На Вішері чимало мілин і порогів.
У басейні Вішери поширені карстові явища.
Річка є сплавною. Також судноплавною — існує регулярне пасажирське сполучення до міста Красновішерська.
У басейні Вішери — поклади алмазів.
У верхів'ї річки створено Вішерський природний заповідник.